# Kay Francis
Kay Francis (Oklahoma City; 13 de enero de 1905-Nueva York; 26 de agosto de 1968) fue una actriz estadounidense de cine y teatro, enormemente popular en la década de 1930. Su belleza morena y su esbelta figura, la convertirían en todo un referente de elegancia para sus contemporáneos. Tras una breve experiencia teatral en Broadway, Kay Francis inicia su carrera cinematográfica en 1929, contratada por Paramount, alcanzando rápidamente una gran popularidad. En 1932, Warner Brothers le ofrece un lucrativo contrato que la convierte no solamente en la primera estrella femenina del estudio, sino también en la actriz mejor pagada en los Estados Unidos

## Primeros años
Su verdadero nombre era Katharine Edwina Gibbs, y nació en Oklahoma City. Sus padres eran Joseph Sprague Gibbs y Katharine Clinton Franks, actriz. Joseph Gibas era un hombre de gran estatura (1,90 metros, aproximadamente), rasgo que heredó su hija que, con más de 1,75 metros, fue una de las actrices más altas del Hollywood de la década de 1930, junto con Alexis Smith e Ingrid Bergman.
Francis fue educada en el duro ambiente de los circuitos teatrales de la época, en los que su madre trabajaba con el nombre de "Katharine Clinton." Tras abandonar su padre a la familia, Kay creció con su madre, estudiando en escuelas católicas cuando podían costearlas, tales como el Institute of the Holy Angels. Tras estudiar en la Miss Fuller’s School for Young Ladies de Ossining, Nueva York (1919) y en la Cathedral School (1920), entró a formar parte de la Katherine Gibbs Secretarial School de Nueva York. A los 17 años, Kay se casó con James Dwight Francis, matrimonio que acabó en divorcio en 1924.  

## Carrera teatral
En la primavera de 1925, Francis se encontraba en París. Estando allí, conoció a un antiguo atleta de Harvard y miembro de la Boston Bar Association, William Gaston, con el que se casó. Francis debutó en Broadway en una versión moderna de la obra de Shakespeare Hamlet en noviembre de 1925. En esa época firmó un contrato con el productor Stuart Walker, entrando Kay a formar parte de la Portmanteau Theatre Company, interpretando habitualmente para la misma pequeños papeles de reparto.
En febrero de 1927, Francis volvió a Broadway con la obra Crime. Sylvia Sidney, a pesar de ser una adolescente en ese tiempo, interpretó el papel principal de la pieza, aunque declaraba más adelante que Francis le robaba la función.  
Tras su divorcio de Gaston, se comprometió con el playboy Alan Ryan Jr. Prometió a la familia de Alan que no volvería a actuar, pero su compromiso duró unos pocos meses, y ella volvió a Broadway interpretando a una aviadora en la obra de Rachel Crothers Venus.
Francis trabajó únicamente en otra obra teatral en Broadway, Elmer the Great, en 1928. Escrita por Ring Lardner y producida por George M. Cohan, Walter Huston era la estrella. Él quedó tan impresionado por Francis que la estimuló para hacer una prueba para trabajar en el film de Paramount Pictures Gentlemen of the Press (1929). Francis rodó este título y uno de los Hermanos Marx, The Cocoanuts (1929), en los Kaufman Astoria Studios de la Paramount en Nueva York.

## Carrera cinematográfica
En esa época, los estudios cinematográficos habían empezado su éxodo desde Nueva York a California, y muchos actores de Broadway viajaron a Hollywood para trabajar en el cine como sucedió, entre otros, a Ann Harding, Aline MacMahon, Helen Twelvetrees, Barbara Stanwyck, Humphrey Bogart y Leslie Howard. Francis hizo lo mismo, dando una buena impresión. Trabajó con frecuencia junto a William Powell, y actuó en seis u ocho películas anuales, rodando un total de 21 filmes entre 1929 y 1931. 
Entre sus trabajos para Paramount destacan la película de George Cukor Girls About Town (1931), el melodrama Twenty-Four Hours (1931), y el título dirigido por Ernst Lubitsch Trouble in Paradise (1932).
En 1932 Warner Brothers persuadió a Francis y a Powell para unirse al elenco de la compañía, junto con Ruth Chatterton. A cambio, Francis recibiría papeles más favorables como, por ejemplo, en The False Madonna (1932), e interpretando en menos ocasiones a villanas.
Entre 1932 y 1936 Francis llegó a ser la reina de la Warner, y una de las personas mejor pagadas de los Estados Unidos. 
Francis se había casado con el cineasta John Meehan en Nueva York, pero poco después de su llegada a Hollywood tuvo una relación con el actor y productor Kenneth MacKenna, con quien se casaría en enero de 1931. La pareja se divorció en 1934.
En su período de máxima popularidad interpretó a sufridas heroínas, como en los filmes I Found Stella Parrish, Secrets of an Actress, y Comet over Broadway. Con frecuencia, la reputación de Francis en cuanto a su imagen y a su ropa, provocó que la Warner invirtiera en decorados y vestuario diseñados para estimular al público femenino de la época de la Gran Depresión, en vez de profundizar en los guiones. Llegó un momento en que Francis desaprobó esta estrategia, llegando a disputar con el estudio, incluso amenazando con presentar una demanda. A causa de todo ello, se vio relegada a trabajar en títulos de serie B tales como el de 1939 Women in the Wind. Algunas fuentes mantienen que su declive se debió a su falta de cuidado con los guiones, sabiéndose que aceptaba proyectos rechazados por estrellas como Bette Davis. Otros atribuyen el declinar a su falta de interés artístico. 
Tras su salida de la Warner, Francis fue incapaz de asegurarse un contrato con otro estudio. Carole Lombard, una de las estrellas más populares de las décadas de 1930 y 1940, y que había hecho un papel de reparto con Francis en el film de 1931 Ladies' Man, intentó revitalizar la carrera de la actriz apoyando que actuara en In Name Only (1939). En esta película tuvo un papel de reparto junto a Lombard y Cary Grant, y reconoció que le ofreció la oportunidad de dedicarse a la interpretación de papeles más serios. Así, interpretó papeles de carácter, como junto a Rosalind Russell en The Feminine Touch, o como madre de nuevas estrellas, tales como Deanna Durbin.

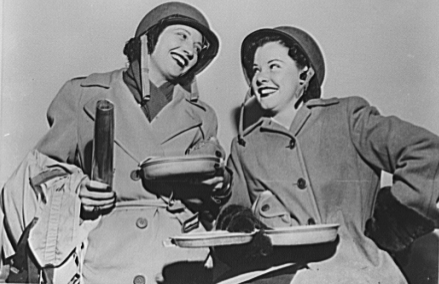
Kay Francis y Mitzi Mayfair posan tras una gira con la USO.

Con el inicio de la Segunda Guerra Mundial, Francis se dedicó al trabajo como voluntaria, incluyendo extensas giras por las zonas en guerra, las cuales fueron registradas en el libro Four Jills in a Jeep, atribuido a su compañera en el voluntariado Carole Landis. El libro se convirtió en 1943 en un popular film con el mismo nombre, interpretado por una serie de estrellas entre las que se encontraban, además de Francis, Martha Raye, Mitzi Mayfair y Carole Landis. A pesar del éxito de Four Jills, al final de la guerra Francis no tenía trabajo en Hollywood. Firmó un contrato para filmar tres películas con el estudio Monogram Pictures, que le dio estatus de protagonista. El resultado — los filmes Divorce, Wife Wanted, y Allotment Wives — tuvieron un estreno limitado en 1945 y 1946. aunque por encima de la media de las producciones de Monogram, estos títulos eran pálidas copias de su trabajo anterior.
Por todo ello, Francis también trabajó en los años cuarenta en el teatro, actuando con cierto éxito en State of the Union y haciendo giras con producciones de obras tanto antiguas como recientes, incluyendo una, Windy Hill, en la que participaba su antigua colega de la Warner Ruth Chatterton. Su mala salud, agravada por un accidente en 1948 en el cual resultó gravemente quemada, aceleró su retirada del mundo del espectáculo.

## Vida personal
Francis se casó en cinco ocasiones, y tuvo varios romances. Sus diarios, preservados en una colección en la Universidad Wesleyana, pintan un retrato de una mujer con una vida personal desordenada, y con una fuerte atracción por las mujeres.
En 1966 le diagnosticaron un cáncer de mama, siendo tratada mediante una mastectomía, pero el tumor se había extendido y la actriz falleció en Nueva York en 1968. Sus restos fueron incinerados.

## Filmografía

### Largometrajes
- The Cocoanuts (Los cuatro cocos) (1929)
- Gentlemen of the Press (1929)
- Dangerous Curves (1929)
- Illusion (1929)
- The Marriage Playground (1929)
- Behind the Make-Up (Detrás de la máscara) (1930)
- Street of Chance (La calle del azar) (1930)
- Paramount on Parade (Galas de la Paramount) (1930)
- A Notorious Affair (1930)
- For the Defense (El acusador de sí mismo) (1930)
- Raffles (Raffles) (1930)
- Let's Go Native (Náufragos del amor) (1930)
- The Virtuous Sin (1930)
- Passion Flower (Flor de pasión) (1930)
- Scandal Sheet (Un reportaje sensacional) (1931)
- Ladies' Man (El gigoló) (1931)
- The Vice Squad (1931)
- Transgression (1931)
- Guilty Hands (Manos culpables) (1931)
- 24 Hours (24 horas) (1931)
- Girls About Town (1931)
- The False Madonna (Ilusión) (1931)
- Strangers in Love (El más audaz) (1932)
- Man Wanted (Diplomacia femenina) (1932)
- Street of Women (1932)
- Jewel Robbery (1932)
- One Way Passage (Viaje de ida) (1932)
- Trouble in Paradise (Un ladrón en la alcoba, 1932)
- Cynara (Su único pecado) (1932)
- The Keyhole (La mundana) (1933)
- Storm at Daybreak (Tempestad al amanecer) (1933)
- Mary Stevens, M.D. (1933)
- I Loved a Woman (1933)
- The House on 56th Street (La herencia) (1933)
- Mandalay (Mandalay) (1934)
- Wonder Bar (Wonder Bar) (1934)
- British Agent (El agente británico) (1934)
- Living on Velvet (La vida es sabrosa) (1935)
- Stranded (Su primer beso) (1935)
- The Goose and the Gander (1935)
- I Found Stella Parish (Su vida privada) (1935)
- The White Angel (1936)
- Give Me Your Heart (1936)
- Stolen Holiday (1937)
- Another Dawn (1937)
- Confession (1937)
- First Lady (1937)
- Women Are Like That (1938)
- My Bill (1938)
- Secrets of an Actress (1938)
- Comet Over Broadway (1938)
- King of the Underworld (1939)
- Women in the Wind (1939)
- In Name Only (Dos mujeres y un amor) (1939)
- It's a Date (Esta es la fecha) (1940)
- When the Daltons Rode (Sendas siniestras) (1940)
- Little Men (Pequeños hombres) (1940)
- Play Girl (1941)
- The Man Who Lost Himself (1941)
- Charley's Aunt (La tía de Carlos) (1941)
- The Feminine Touch (Huellas femeninas) (1941)
- Always in My Heart (Siempre en mi corazón) (1942)
- Between Us Girls (1942)
- Four Jills in a Jeep (1944)
- Divorce (1945)
- Allotment Wives (1945)
- Wife Wanted (1946)

### Cortos
- Screen Snapshots Series 16, No. 3 (1936)
- Show Business at War (1943)